# El manto eléctrico
El manto eléctrico es el decimosexto álbum, y decimocuarto de estudio, del grupo de rock argentino Pez. Fue grabado y mezclado por Walter Chacón en Estudios Romaphonic (Buenos Aires) durante el mes de agosto de 2014, y masterizado por Tom Baker.

## Canciones
1. Cráneos (letra y música: Ariel Minimal)
2. Todo lo que ya fue (letra y música: Ariel Minimal; música: Franco Salvador y Ariel Minimal)
3. En un lenguaje extraño (letra y música: Ariel Minimal)
4. Retornan los restos (letra y música: Ariel Minimal)
5. El manto eléctrico (letra y música: Ariel Minimal)
6. Muerde la luz (letra: Ariel Minimal)
7. ¡No te escucho bien! (letra y música: Ariel Minimal)
8. Aire al fin (letra: Ariel Minimal; música: Franco Salvador)
9. Los viajes maestros (letra y música: Ariel Minimal)
10. Mi lista de deseos (letra: Ariel Minimal; música: Fósforo García)

## Músicos
- Ariel Minimal: voz, guitarras y melódica
- Franco Salvador: batería y percusión
- Fósforo García: bajo

## Músicos invitados
- Pablo Puntoriero: percusión en "Mi lista de deseos"
- Mauro Taranto: delay master